# Luçon (tổng)
Tổng Luçon là một tổng, nằm ở tỉnh Vendée trong vùng Pays de la Loire.

## Các xã
Tổng Luçon gồm các xã sau (dân số thời điểm 01/01/2006):
- Luçon (thủ phủ): 9 682 dân
- L'Aiguillon-sur-Mer: 2 283 dân
- Grues: 743 dân
- Chasnais: 587 dân
- Lairoux: 590 dân
- Les Magnils-Reigniers: 1 443 dân
- Saint-Denis-du-Payré: 361 dân
- Sainte-Gemme-la-Plaine: 1 795 dân
- Saint-Michel-en-l'Herm: 1 958 dân
- Triaize: 976 dân